# Wojciech Truchan
Wojciech Truchan, né le 5 mars 1948 à Dzianisz, est un biathlète polonais.

## Biographie
Chez les juniors, il gagne une médaille de bronze aux Championnats du monde de la catégorie sur le relais en 1974.
Aux Championnats du monde 1975, il est médaillé de bronze sur le relais avec Jan Szpunar, Andrzej Rapacz et Ludwik Zięba. 
Il court le relais et l'individuel aux Jeux olympiques d'Innsbruck en 1976.

## Palmarès

### Jeux olympiques d'hiver
| Épreuve / Édition | Individuel | Relais |
| ----------------- | ---------- | ------ |
| JO 1976 Innsbruck | 28e        | 12e    |

### Championnats du monde
- Mondiaux 1975 à Anterselva :
  -  Médaille de bronze en relais.